# Eriastrum pluriflorum
Eriastrum pluriflorum är en blågullsväxtart som först beskrevs av Heller, och fick sitt nu gällande namn av Mason. Eriastrum pluriflorum ingår i släktet Eriastrum och familjen blågullsväxter.

## Underarter
Arten delas in i följande underarter:
- E. p. pluriflorum
- E. p. sherman-hoytae